# Slovenský Superpohár 2014
Slovenský Superpohár 2014 bylo utkání slovenské jednozápasové pohárové soutěže - Superpoháru. Střetly se v něm mužstva ŠK Slovan Bratislava jakožto vítěz Corgoň ligy 2013/14 a MFK Košice, které vyhrálo slovenský fotbalový pohár 2013/14, kde porazilo ve finále právě Slovan Bratislava.
V utkání hraném v sobotu 5. července 2014 na stadionu Pasienky před 550 diváky se střetly slovenské celky vedené českými trenéry. Zatímco pro Radoslava Látala to bylo jedno z dalších střetnutí na lavičce MFK, pro Františka Straku to byl vůbec první soutěžní duel v pozici hlavního trenéra Slovanu (nepočítaje předchozí prvenství v přípravném turnaji Ministerský pohár v ČR). Vítězem Superpoháru se stal tým Slovanu Bratislava, který porazil MFK Košice 1:0 gólem srbského legionáře Marka Milinkoviće ze 77. minuty.

## Detaily zápasu
| 5. července 2014 15:00 SELČ |        |            |                                                |
| ŠK Slovan Bratislava        | 1 : 0  | MFK Košice | Pasienky, Bratislava diváci: 550 rozhodčí: Vlk |
| Milinković 77'              | Report |            | Pasienky, Bratislava diváci: 550 rozhodčí: Vlk |

| Slovan | Košice |

| ŠK SLOVAN BRATISLAVA: |  |                  |  |     |
|                       |  |                  |  |     |
| GK                    |  | Dušan Perniš     |  |     |
| DF                    |  | Erik Čikoš       |  |     |
| DF                    |  | Tomáš Jablonský  |  |     |
| DF                    |  | Branislav Niňaj  |  |     |
| DF                    |  | Dávid Hudák      |  |     |
| MF                    |  | Richard Lásik    |  |     |
| MF                    |  | Seydouba Soumah  |  |     |
| MF                    |  | Igor Žofčák      |  | 61' |
| MF                    |  | Marko Milinković |  | 82' |
| MF                    |  | Erik Grendel     |  | 61' |
| FW                    |  | Pavel Fořt       |  |     |
| Náhradníci:           |  |                  |  |     |
| FW                    |  | Juraj Halenár    |  | 61' |
| MF                    |  | Lester Peltier   |  | 61' |
| MF                    |  | Karol Mészáros   |  | 82' |
| Trenér:               |  |                  |  |     |
| František Straka      |  |                  |  |     |

| MFK KOŠICE:    |  |                   |  |     |
|                |  |                   |  |     |
| GK             |  | Darko Tofiloski   |  |     |
| DF             |  | Miroslav Viazanko |  |     |
| DF             |  | Peter Bašista     |  |     |
| DF             |  | Peter Kavka       |  |     |
| DF             |  | Boris Sekulić     |  |     |
| MF             |  | Ivan Ostojić      |  |     |
| MF             |  | Jozef Skvašík     |  | 63' |
| MF             |  | Ľubomír Korijkov  |  |     |
| MF             |  | Erik Pačinda      |  | 77' |
| MF             |  | Martin Bukata     |  |     |
| FW             |  | Lazar Đorđević    |  |     |
| Náhradníci:    |  |                   |  |     |
| MF             |  | Lukáš Urban       |  | 63' |
| MF             |  | Tomáš Kubík       |  | 77' |
| Trenér:        |  |                   |  |     |
| Radoslav Látal |  |                   |  |     |

|  |

## Vítěz
| Slovenský Superpohár 2014 ŠK Slovan Bratislava (4. titul) |